# Бушила
Буши́ла (рум. Bușila) — село в Унгенському районі Молдови. Утворює окрему комуну. Розташоване у північно-західній частині району на автомобільному шляху Пирліца—Фалешти за 25 км від районного центру — міста Унгенів та за 10 км від залізничної станції Пирліца.

## Історія
Село згадується у документах 1791 року. За радянських часів було підпорядковане Кіріленській сільській раді. В ньому працювали шість бигад колгоспу імені Ленінського комсомолу (центральна садиба була у селі Кірілені). Станом на початок 1980-х років у селі були середня школа, клуб із кіноустановкою, бібліотека, лікарня, дитячі ясла, магазини, відділення зв'язку.

## Населення
За даними перепису населення 2004 року у селі проживали 2020 осіб.
Національний склад населення села:
| Національність       | Кількість осіб | Відсоток   |
| -------------------- | -------------- | ---------- |
| молдавани румуни     | 2002 8         | 99,1% 0,4% |
| українці             | 6              | 0,3%       |
| росіяни              | 2              | 0,1%       |
| інша / без відповіді | 2              | 0,1%       |
| Всього               | 2020           | 100%       |